# Élida López
Élida Vacca de López  o Elida López (Rosario, 22 de abril de 1922-ibidem, 23 de junio de 2010) fue una activista argentina por los derechos humanos y madre de la Plaza 25 de Mayo.
Inició su militancia en la filial Mar del Plata de Madres de Plaza de Mayo para continuarla en Rosario a partir de 1996, cuando se radicó en esta ciudad. Hasta su deceso fue una de las integrantes de la "Asociación Madres de la Plaza 25 de Mayo".

Sufrió la desaparición de su hijo Adrián Sergio López.

## Adrián Sergio López

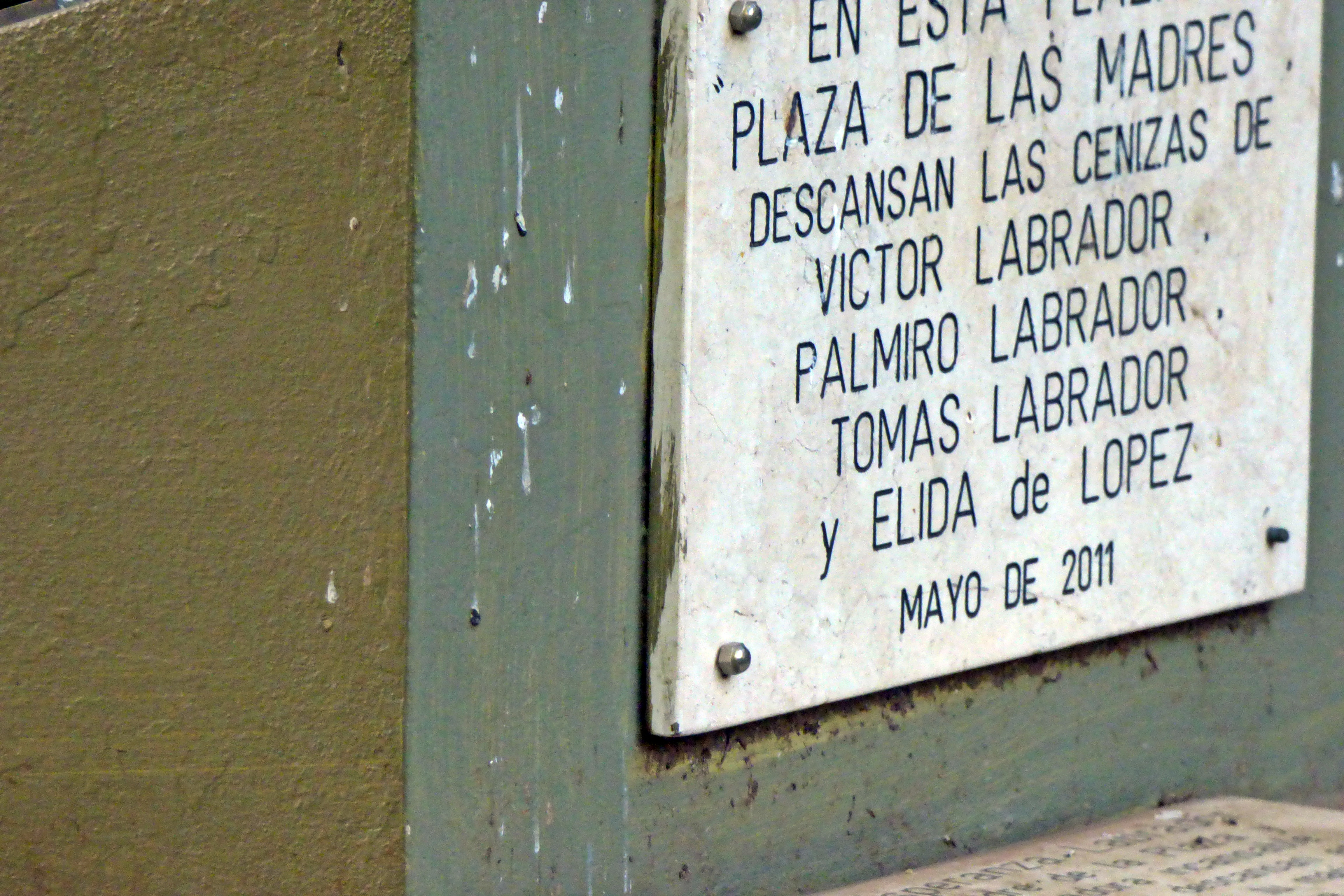
Placa recordatoria en Plaza 25 de Mayo

Había nacido en Rosario, el 11 de octubre de 1952. Fue secuestrado en su domicilio, en la ciudad de Mar del Plata, el 8 de noviembre de 1976 a primeras horas de la tarde. Según testimonios, estuvo recluido en la Base Naval Mar del Plata.

La desaparición de Adrián Sergio López fue investigada en la causa Base Naval II, en la cual en 2013 la justicia federal de Mar del Plata dictó sentencia condenatoria.

## Título de un libro
Marianela Scocco publicó un libro sobre las Madres de Plaza 25 de Mayo de Rosario, donde intenta reconstruir las historias y vivencias de las Madres de Rosario a partir de sus propios relatos, prestando especial atención al carácter subjetivo de la memoria. El título del libro reproduce las palabras de Elida López, pronunciadas en el Acto por el 30 Aniversario del golpe de Estado, en 2006. Élida señaló en ese discurso del 24 de marzo de 2006: 

"Aprendimos solas, en un clima de terror y persecución. No tuvimos miedo". "Todo pasa por el corazón, y quiero recordar una consigna de las Madres que siempre nos acompañó... No olvidaremos, no perdonaremos. Ni olvido ni perdón. Los molinos ya no están, pero el viento sopla todavía".

## Profundo pesar por su fallecimiento
La Cámara de Diputados de la Nación resolvió el 30/06/10,   expresar su hondo pesar por el fallecimiento de la Sra. Élida V. de López, incansable luchadora por los derechos humanos e integrante de Madres de Plaza 25 de Mayo de Rosario.
Desde la cartera de Justicia y Derechos Humanos destacaron que "Élida V. de López trabajó por la recuperación de la identidad de decenas de jóvenes apropiados durante la dictadura militar. Su accionar fue un ejemplo para toda la sociedad en su afán por alcanzar la verdad y la justicia".